# Night Versions: The Essential Duran Duran
Night Versions: The Essential Duran Duran è un album di remix del gruppo musicale inglese Duran Duran, pubblicato nel 1998.

## Tracce
1. Planet Earth (Night Version) – 6:16
2. Girls on Film (Night Version) – 5:27
3. My Own Way (Night Version) – 6:34
4. Hungry Like the Wolf (Night Version) – 5:14
5. Rio (12" Dance Version) – 6:42
6. New Religion (Night Version) – 5:14
7. Hold Back the Rain (Remix) [Carnival version] – 7:00
8. Is There Something I Should Know? (Monster Mix) – 6:40
9. Union of the Snake (Monkey Mix) – 6:23
10. The Reflex (Dance Mix) – 6:34
11. The Wild Boys (Wilder Than Wild Boys Extended Mix) – 8:00
12. New Moon on Monday (Extended Mix) – 6:00